# Prepona laertes
Prepona laertes is een vlinder uit de familie van de Nymphalidae. De wetenschappelijke naam van de soort is voor het eerst geldig gepubliceerd in 1811 door Jacob Hübner.